# 张庄路街道
张庄路街道，是中华人民共和国山東省济南市槐荫区下辖的一个乡镇级行政单位。

## 行政区划
张庄路街道下辖以下地区：
明星社区、桃园北社区、桃园南社区、景绣荣祥社区、张庄村、大饮马村和刘家庄村。